# Ordine di legame
In chimica, in particolare nella teoria degli orbitali molecolari, l'ordine di legame è un indice della forza del legame chimico tra due atomi, ed è definito come la semidifferenza tra il numero di elettroni leganti e il numero di elettroni antileganti.

Il concetto di ordine di legame viene utilizzato nei potenziali di ordine di legame in dinamica molecolare.
Per esempio, nella molecola di azoto (N≡N) l'ordine di legame è 3, nell'acetilene l'ordine di legame tra i due atomi di carbonio è 3 e l'ordine del legame C-H è 1. L'ordine di legame dà una indicazione sulla stabilità del legame stesso. In un contesto più generale e avanzato, non occorre che l'ordine di legame assuma un valore intero. Un buon esempio di ciò è rappresentato dai legami tra gli atomi di carbonio nella molecola del benzene, dove gli orbitali molecolari delocalizzati contengono 6 elettroni π su 6 carboni producendo essenzialmente mezzo legame π. Insieme con il legame σ l'ordine di legame è 1,5. Inoltre, ordini di legame di 1,1 possono derivare da scenari complessi e si riferiscono essenzialmente alla forza del legame relativamente ai legami con ordine 1.

## Definizione
L'ordine di legame è definito come la semidifferenza tra il numero di elettroni leganti e il numero di elettroni antileganti:
{\displaystyle O.L.={\frac {{\text{numero di elettroni leganti}}-{\text{numero di elettroni antileganti}}}{2}}}

## Ordine di legame come lunghezza di legame
L'entità dell'ordine di legame è associata alla lunghezza di legame. Secondo Linus Pauling (1947), l'ordine di legame è descritto sperimentalmente dall'equazione
{\displaystyle s_{ij}=e^{\left[{\frac {R_{ij}-d_{ij}}{b}}\right]}}
dove {\displaystyle R_{ij}} è la lunghezza di legame misurata sperimentalmente, {\displaystyle d_{ij}} è la lunghezza del legame semplice, e {\displaystyle b} è una costante che dipende dal tipo di atomi. Pauling suggerì per {\displaystyle b} un valore di 0,353.

## Definizione quantistica
Una definizione standard dell'ordine di legame, formulata in base alla meccanica quantistica, è la seguente adottata dalla IUPAC: "La popolazione elettronica nella regione fra atomi A e B di una entità molecolare a spese della densità elettronica nell'immediata vicinanza dei centri atomici individuali."